# Svetozar Kurepa
Svetozar Kurepa (* 25. Mai 1929 in Majske Poljane bei Glina (Kroatien); † 2. Februar 2010 in Zagreb) war ein jugoslawischer bzw. kroatischer Mathematiker, der sich mit Analysis befasste.
Kurepa stammte aus einer Wissenschaftler-Familie, sein Onkel war der bekannte jugoslawische Mathematiker Duro Kurepa. Er studierte an der Universität Zagreb Mathematik mit dem Diplom 1952, war 1954 bis 1956 am Niels-Bohr-Institut in Kopenhagen und wurde 1958 in Zagreb bei Zeljko Markovic promoviert (Beiträge zur Theorie der Halbgruppen linearer Operatoren). Danach lehrte er bis zu seiner Emeritierung an der Universität Zagreb. Dort leitete er lange das Mathematische Institut. 1999 wurde er emeritiert.
1960/61 lehrte er an der University of Maryland, 1966/67 an der Georgetown University und 1970/71 an der University of Waterloo. 1982 war er Gastwissenschaftler an der Universität Mailand.
1963 gewann er den Ruder Boskovic Preis und 1968 erhielt er den Preis der Stadt Zagreb. 1984 erhielt er den Davorin Trstenjak Preis und 2006 den Nationalpreis von Kroatien für sein Lebenswerk.
Er befasste sich mit Funktionalanalysis und Operatorentheorie und schrieb über 20 mathematische Lehrbücher (u. a. Analysis 1–3, Funktionalanalysis: Elemente der Operatorentheorie) und Monografien und 70 wissenschaftliche Aufsätze.